# ズジスワフ・ショスタク
ズジスワフ・ショスタク（ポーランド語: Zdzisław Szostak, 1930年1月13日 - 2019年9月7日）は、ポーランド出身の指揮者、作曲家。
ソスノヴィエツの生まれ。カトヴィツェ音楽院でアルトゥル・マラフスキに指揮法、ボレスワフ・ツァベルスキに作曲を学び、1955年に音楽院を卒業した。1950年より指揮者として活動をはじめ、シレジア・フィルハーモニー管弦楽団附属の合唱団を指揮して1955年に同管弦楽団の補助指揮者となった。1958年からポズナニ・フィルハーモニー管弦楽団の第二指揮者となり、1967年に同管弦楽団の音楽監督に昇格した。1971年にウッチ・フィルハーモニー管弦楽団の芸術監督に転出し、1987年までその任に当たった。
1972年から2000年までウッチ音楽院で教鞭をとった。
作曲家としては、フィリップ・パヨン監督の『王者のためのアリア』(1979年)や、ヤーノシュ・マジェフスキ監督のドラマ『女王ボナ』(1980年)などの音楽を担当している。